# Solaro, Haute-Corse
Solaro là một xã ở tỉnh Haute-Corse trên đảo Corse, Pháp. Xã này có diện tích 93,36 km², dân số năm 1999 là 583 người. Khu vực này có độ cao trung bình 497 mét trên mực nước biển.